# Comté de Leon (Texas)
Pour les articles homonymes, voir Comté de Leon.
Le comté de Leon, en anglais : Leon County, est un comté situé dans l'est de l'État du Texas aux États-Unis. Le siège de comté, à la création de celui-ci, le 17 mars 1846, était la ville de Leona. En 1851, le siège est transféré dans la ville de Centerville. Selon le recensement des États-Unis de 2020, sa population est de 15 719 habitants. Le comté a une superficie de 2 798 km2, dont 2 777 km2 en surfaces terrestres. L'origine du nom du comté fait l'objet d'une controverse. 

## Organisation du comté
Le comté est fondé le 17 mars 1846, à partir des terres du comté de Robertson. Il est définitivement organisé et autonome, le 13 juillet 1846.

## Comtés adjacents
| Comté de Limestone | Comté de Freestone | Comté d'Anderson |
| Comté de Robertson | comté de Leon      | Comté de Houston |
|                    | Comté de Madison   |                  |

## Démographie
Lors du recensement des États-Unis de 2010, le comté comptait une population de 16 801 habitants. Elle est estimée, en 2017, à 17 243 habitants.

Pyramide des âges du comté de Leon (2000).

| Groupes           | Comté de Leon | Texas | États-Unis |
| ----------------- | ------------- | ----- | ---------- |
| Blancs            | 84,9          | 70,4  | 72,4       |
| Afro-Américains   | 7,2           | 11,9  | 12,9       |
| Autres            | 5,6           | 10,6  | 6,4        |
| Métis             | 1,4           | 2,7   | 2,9        |
| Asiatiques        | 0,5           | 3,8   | 4,8        |
| Amérindiens       | 0,4           | 0,7   | 0,9        |
| Total             | 100           | 100   | 100        |
|                   |               |       |            |
| Latino-Américains | 13,5          | 37,9  | 16,7       |